# غريتل بير
غريتل بير (بالألمانية: Gretel Beer)‏ هي صحفية وكاتِبة نمساوية، ولدت في 11 يوليو 1921 في فيينا في النمسا، وتوفيت في 11 أغسطس 2010 في ديل ‏ في المملكة المتحدة.